# Mira de comando
Commander´s sight, o visor del comandante del carro, es la denominación que reciben los visores electrónicos instalados en los blindados más modernos. Su usuario, el comandante del carro, lo utiliza para observar el exterior de forma remota desde el interior del carro, de forma que ayuda al artillero en las labores de búsqueda de objetivos, o en la auto protección, vigilando amenazas en ángulos muertos. Normalmente, están equipados con lentes de aumento, miras térmicas, FLIR u otros medios para operar en completa oscuridad, así como con sistemas giroscópicos de estabilización que contrarrestan las irregularidades del terreno, pudiendo usarse en marcha. En caso de avería del visor principal del artillero podrían llegar a usarse como mira de disparo, aunque normalmente no disponen de interacción con el ordenador balístico, esto es, no tienen ayudas para el tiro ni cálculo automático de variables. Los factores más básicos del tiro, como el lead o la superelevación del cañón, deben ser calculados manualmente, introduciendo la distancia en el ordenador para que este eleve el cañón y añadir el lead necesario según la propia experiencia del usuario. También pueden usarse como guía de misiles, equipando al visor con un emisor láser para orientar el arma.
Coloquialmente, de los carros con este tipo de equipos se indica que poseen la capacidad Hunter-Killer, cuya traducción literal es Cazador-Asesino, aunque como ocurre a veces, la traducción literal no es la mejor traducción. En este caso se refiere a las tácticas de los francotiradores que operan en parejas, donde uno es el observador y otro el tirador. El primero busca blancos para el tirador, mientras este es quien dispara. Por ellos, estos visores dan al tanque la capacidad Observador-Tirador.
Precisamente esa es la mayor utilidad de los visores CS. El comandante del carro dispone de un control manual sobre el mismo, de forma que puede hacerlo rotar 360° mientras busca blancos. Una vez localizado un objetivo, desde su puesto puede asumir el control de la torreta y girarla manualmente. Esto es posible porque los controles del Jefe del carro disponen de una función denominada override o toma de control, de forma que al usarlos anula temporalmente los del artillero, girando la torreta a voluntad. Este tipo de visores pueden disponer de un sistema automático de alineación, de forma que accionando un mando se puede hacer girar el visor para alinearlo con las armas. O viceversa, hacer girar la torreta para alinear las armas con el visor, según se desee ver a lo que dispara el artillero, o en cambio mostrarle un nuevo blanco.

## Utilización
La forma más efectiva de utilizarlo es, tras haber detectado un blanco y mientras el artillero desarrolla su función, buscar otros objetivos y valorar su peligrosidad, de forma que tras efectuar el primer disparo, el Jefe del carro orienta la torreta al nuevo blanco para el artillero, repitiendo el proceso las veces necesarias. Este sistema reduce espectacularmente el tiempo de adquisición de blancos, aportando una enorme ventaja sobre otros blindados que deben explorar el campo de batalla con un solo visor, sin que les sea posible buscar más amenazas mientras disparan. 
Como están ubicados en la posición más alta del ingenio blindado, los visores pueden utilizarse para examinar una zona sin exponer el carro al fuego enemigo o a sus observadores. Si el terreno lo permite, se oculta el blindado tras el terreno de forma que solo el visor asome por la parte superior. La observación encubierta es vital en los campos de batalla modernos, pues aquellos ejércitos que usan redes de comunicación de banda ancha en tiempo real pueden compartir la situación del enemigo entre las unidades aliadas de tierra mar y aire, orientar ataques de artillería, guiar misiles lanzados por helicópteros o ataques aéreos.
- Datos: Q6017927